# Józef Racinowski
Józef Racinowski (ur. 13 lutego 1954 w Piotrkowie Kujawskim) – podpułkownik Wojska Polskiego.

## Życiorys
Służbę w Wojsku Polskim rozpoczął w 1975 roku jako podchorąży  Oficerskiej Szkoły Artylerii Przeciwlotniczej w Koszalinie. W 1979r. rozpoczyna dowodzenie specjalistycznymi pododdziałami w 61 Brygadzie Artylerii WOPL.  W latach od 1985 do 1988r. studiuje  w  Akademii Sztabu Generalnego  WP, następnie pełni funkcję starszego  oficera na SD Szefa Wojsk OPL  WOPL  Pomorskiego Okręgu Wojskowego. W 1991r. zostaje  skierowany   na stanowisko zastępcy dowódcy ds. liniowych i szefa sztabu  w   55 Pułku  Przeciwlotniczym, rok później przyjmuje dowodzenie w 55 Pułku  Przeciwlotniczym w Szczecinie.  

## Awanse
- podporucznik – 1979
- porucznik –
- kapitan –
- major –
- podpułkownik –

## Odznaczenia
- Srebrny Krzyż Zasługi
- Złoty Medal "Siły Zbrojne w Służbie Ojczyzny"
- Złoty Medal "Za Zasługi dla Obronności Kraju"